# Dov Ber z Meziřiče
Dov Ber z Meziřiče (hebrejsky דב בער ממזריטש‎, ?–1772), zvaný též Magid z Meziřiče byl žákem židovského duchovního vůdce Ba'al Šem Tova a po jeho smrti v roce 1760 jeho následovníkem ve vedení chasidů. Dov Ber jako první systematizoval a zapsal učení Ba'al Šem Tova.

## Učení
Do okruhu jeho žáků, zvaného Chevraja kadisha („Svaté bratrstvo“) patřili např. rabíni Avraham ha-Mal'ach (jeho syn), Nachum z Černobylu, zakladatel hnutí Chabad Šneur Zalman z Ljady, Elimelech z Leżajsku, Zusja z Annopole, Boruch z Medžybiže, Aaron z Karlina, Menachem Mendel z Vitebska nebo Šmu'el Šmelke Horovic.
Centrem chasidismu byla za života Ba'al Šem Tova obec Medžybiž v Chmelnycké oblasti. Dov Ber jej přenesl do obce Velyki Mežyriči (ukr. Великі Межирічі), která se dnes nachází v Rovenské oblasti na severozápadní Ukrajině, asi 43 km východně od města Rovno. Za života Dova Bera byla součástí Litevského velkoknížectví.
Díky síle osobnosti Magida se chasidismus začal ve Volyni, Haliči, na Ukrajině a v Litvě rychle šířit. Dov Ber coby učitel vnášel do přednášené látky systém a velkou měrou napomohl tomu, aby v chasidismu zdomácněl spekulativní myšlenkový systém luriánské kabaly s poměrně pevnou mystickou terminologií, přičemž jeho způsob chování a jednání přispěl ke specifickému vymezení pojmu cadik (tzn. spravedlivý). Společně s misijním nasazením se tehdy z chasidismu stalo v pravém slova smyslu nové náboženské hnutí. Na odpor tomuto proudu se postavil rabín Ga'on z Vilna, který se stal vůdčí osobností hnutí Mitnagdim. Chasidy, které tento přísný učenec a asketa považoval za divoké a negramotné nevzdělance, se mu z Vilna podařilo vytlačit.
Již za života Ba’al Šem Tova i Dova Bera zakládali jejich žáci ve východní Evropě nová, relativně autonomní chasidská centra. Coby jejich zakladatelé se stávali jejich vůdci. Když Dov Ber v roce 1772 zemřel, aniž byl zvolen jeho nástupce, nevedla tedy jeho smrt ke krizi vedení. Absence nového charismatického vůdce zvýraznila autonomii jednotlivých společenství a vnitřní pluralitu chasidství.

## Spisy
Rabi Dov Ber sám své učení nesepisoval. Učinili tak až jeho žáci a následovníci. Mezi tato díla patří:
- Magid devarav le-Ja'akov
- Or Tora
- Likutim jekarim
- Or ha-emet
- Kitvej kodeš